# Consell Regional del Trentino-Tirol del Sud
Consell Regional del Trentino-Alto Adige (en italiá Consiglio regionale del Trentino-Alto Adige, en alemany Regionalrat Trentino-Südtirol, en ladí Consei dla Region Trentin-Südtirol) és l'òrgan legislatiu de la regió autònoma del Trentino-Alto Adige. És compost de 70 membres del Consell de la Província Autònoma de Trento i del Consell de la Província Autònoma de Bolzano. El càrrec és incompatible amb el de diputat, senador, conseller regional d'una altra regió o membre del Parlament europeu. Els membres escullen un president i un vicepresident, que ocuparan el càrrec dos anys i mig, alternant-se un sudtirolès i un trentí. Alternativament hom pot nomenar-ne un ladí. Originàriament, el mandat legislatiu durava quatre anys, però el 1972 es va ampliar a cinc anys.

## Presidents del Consell Regional
| Eleccions | Legislatura | Període                             | President            |
| --------- | ----------- | ----------------------------------- | -------------------- |
| 1948      | I           | 13 desembre 1948 - 19 desembre 1950 | Luigi Menapace       |
| 1948      | I           | 20 desembre 1950 - 12 desembre 1952 | Silvius Magnago      |
| 1952      | II          | 13 desembre 1952 - 12 desembre 1954 | Riccardo Rosa        |
| 1952      | II          | 13 desembre 1954 - 12 desembre 1956 | Silvius Magnago      |
| 1956      | III         | 13 desembre 1956 - 12 desembre 1958 | Remo Albertini       |
| 1956      | III         | 13 desembre 1958 - 12 desembre 1960 | Silvius Magnago      |
| 1960      | IV          | 13 desembre 1960 - 20 abril 1962    | Remo Albertini       |
| 1960      | IV          | 20 abril 1962 - 12 desembre 1962    | Riccardo Rosa        |
| 1960      | IV          | 13 desembre 1962 - 13 desembre 1964 | Aloiss Pupp          |
| 1964      | V           | 14 desembre 1964 - 13 desembre 1966 | Armando Bertorelle   |
| 1964      | V           | 14 desembre 1966 - 12 desembre 1968 | Alois Pupp           |
| 1968      | VI          | 13 desembre 1968 - 13 desembre 1970 | Armando Bertorelle   |
| 1968      | VI          | 14 desembre 1970 - 12 juny 1973     | Robert von Fioreschy |
| 1968      | VI          | 13 juny 1973 - 12 desembre 1973     | Alfonso Salvadori    |
| 1973      | VII         | 13 desembre 1973 - 1° abril 1974    | Giorgio Pasquali     |
| 1973      | VII         | 1° abril 1974 - 13 juny 1976        | Silvio Nicolodi      |
| 1973      | VII         | 14 juny 1976 - 12 desembre 1978     | Karl Vaja            |
| 1978      | VIII        | 13 desembre 1978 - 19 abril 1979    | Claudia Piccoli      |
| 1978      | VIII        | 19 abril 1979 - 12 juny 1981        | Armando Paris        |
| 1978      | VIII        | 13 juny 1981 - 12 desembre 1983     | Erich Achmüller      |
| 1983      | IX          | 13 desembre 1983 - 12 juny 1986     | Guido Sembenotti     |
| 1983      | IX          | 13 juny 1986 - 14 maig 1987         | Erich Achmüller      |
| 1983      | IX          | 25 juny 1987 - 12 desembre 1988     | Luis Zingerle        |
| 1988      | X           | 13 desembre 1988 - 12 abril 1989    | Giorgio Tononi       |
| 1988      | X           | 13 abril 1989 - 12 juny 1991        | Franco Tretter       |
| 1988      | X           | 13 juny 1991 - 12 desembre 1993     | Oskar Peterlini      |
| 1993      | XI          | 13 desembre 1993 - 12 juny 1996     | Franco Tretter       |
| 1993      | XI          | 13 juny 1996 - 16 desembre 1998     | Oskar Peterlini      |
| 1998      | XII         | 17 desembre 1998 - 9 març 1999      | Lorenzo Dellai       |
| 1998      | XII         | 9 març 1999 - 19 juny 2001          | Mauro Leveghi        |
| 1998      | XII         | 20 juny 2001 - 17 novembre 2003     | Franz Arthur Pahl    |
| 2003      | XIII        | 21 novembre 2003 - 2006             | Mario Magnani        |
| 2003      | XIII        | 22 maig 2006 - 2008                 | Franz Arthur Pahl    |
| 2008      | XIV         | del 3 desembre 2008                 | Marco Depaoli        |